# Jason Isaacs

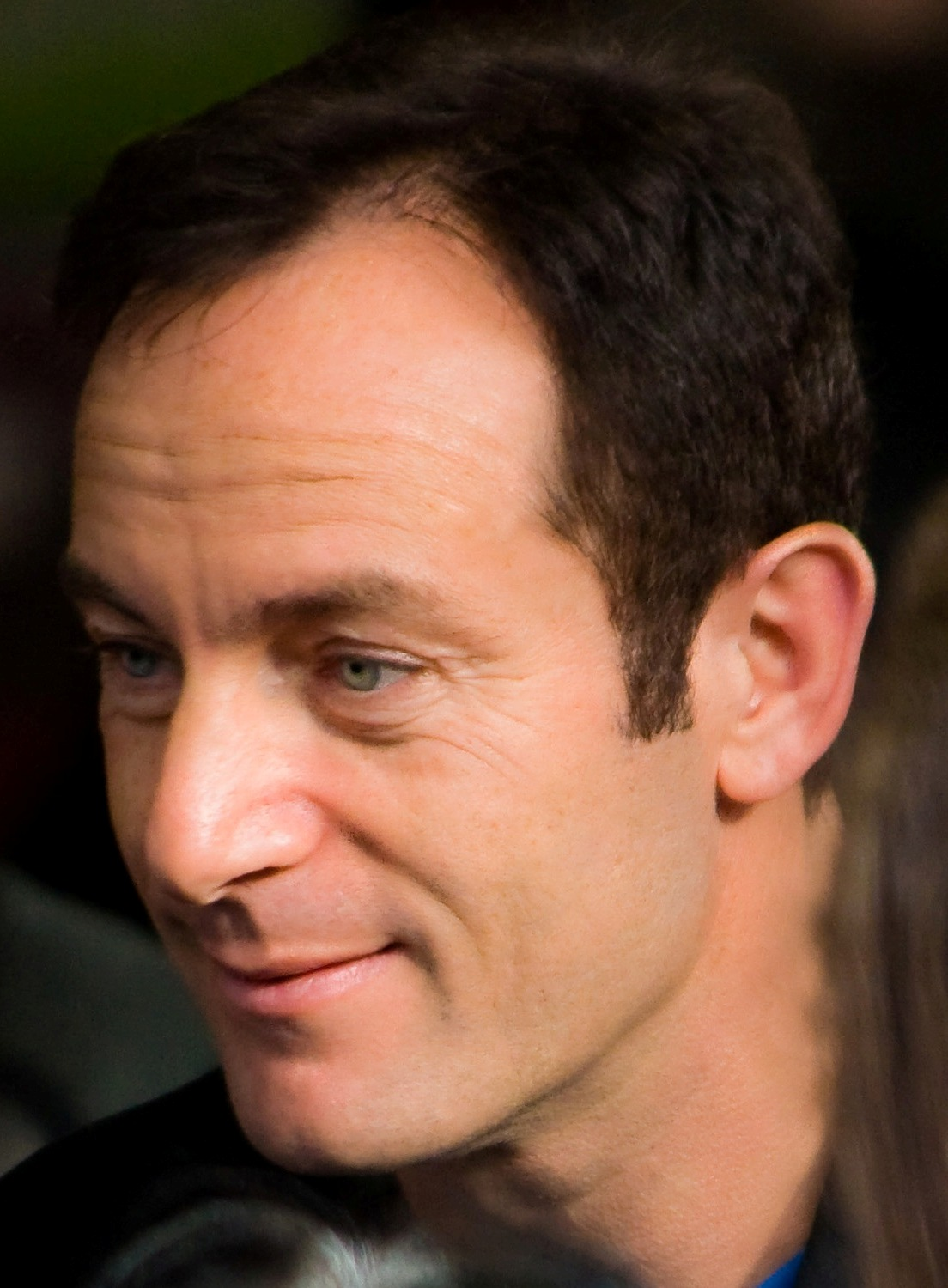
Jason Isaacs în 2009

Jason Isaacs (n. 6 iunie 1963, Liverpool) este un actor englez cel mai cunoscut pentru interpretarea rolului lui Lucius Malfoy în seria de filme Harry Potter.

## Filmografie

### Filme
Avatar: The last air bender
- Inimă de dragon (1996)
- Destinație mortală (1997)
- Armageddon - Sfârșitul lumii? (1998)
- Harry Potter și Camera Secretelor (2002)
- Resident Evil: Experiment fatal (2002)
- Harry Potter și Pocalul de Foc (2005)
- Harry Potter și Ordinul Phoenix (2007)
- Harry Potter și Talismanele Morții. Partea 1 (2010)
- Harry Potter și Talismanele Morții. Partea 2 (2011)
- Mașini 2 (2012)

### Televiziune
- Awake (2012)
- Star Trek: Discovery (2017) - Cpt. Gabriel Lorca